# Episodi di Dennis the Menace (prima stagione)
La prima stagione della serie televisiva Dennis the Menace è stata trasmessa in anteprima negli Stati Uniti d'America dalla CBS tra il 4 ottobre 1959 e il 12 giugno 1960.
| nº | Titolo originale             | Titolo italiano | Prima TV USA     | Prima TV Italia |
| -- | ---------------------------- | --------------- | ---------------- | --------------- |
| 1  | Dennis Goes to the Movies    |                 | 4 ottobre 1959   |                 |
| 2  | Dennis and the Signpost      |                 | 11 ottobre 1959  |                 |
| 3  | The Fishing Trip             |                 | 18 ottobre 1959  |                 |
| 4  | Grandpa and Miss Cathcart    |                 | 25 ottobre 1959  |                 |
| 5  | Innocents in Space           |                 | 1º novembre 1959 |                 |
| 6  | Dennis' Garden               |                 | 8 novembre 1959  |                 |
| 7  | The New Neighbors            |                 | 15 novembre 1959 |                 |
| 8  | Tenting Tonight              |                 | 22 novembre 1959 |                 |
| 9  | Dennis Sells Bottles         |                 | 29 novembre 1959 |                 |
| 10 | Mr. Wilson's Award           |                 | 6 dicembre 1959  |                 |
| 11 | The Christmas Story          |                 | 20 dicembre 1959 |                 |
| 12 | Dennis and the Cowboy        |                 | 27 dicembre 1959 |                 |
| 13 | Dennis Haunts a House        |                 | 3 gennaio 1960   |                 |
| 14 | Dennis' Tree House           |                 | 10 gennaio 1960  |                 |
| 15 | Dennis and the Rare Coin     |                 | 17 gennaio 1960  |                 |
| 16 | Dennis and the Bike          |                 | 24 gennaio 1960  |                 |
| 17 | Dennis and the Open House    |                 | 7 febbraio 1960  |                 |
| 18 | Dennis and the Duck          |                 | 14 febbraio 1960 |                 |
| 19 | Dennis and the Swing         |                 | 21 febbraio 1960 |                 |
| 20 | Dennis and the Dog           |                 | 28 febbraio 1960 |                 |
| 21 | Mr. Wilson's Sister          |                 | 6 marzo 1960     |                 |
| 22 | Dennis and the TV Set        |                 | 13 marzo 1960    |                 |
| 23 | Dennis Creates a Hero        |                 | 20 marzo 1960    |                 |
| 24 | Dennis' Paper Drive          |                 | 10 aprile 1960   |                 |
| 25 | Dennis and the Bees          |                 | 17 aprile 1960   |                 |
| 26 | Alice's Birthday             |                 | 24 aprile 1960   |                 |
| 27 | Dennis Becomes a Baby Sitter |                 | 1º maggio 1960   |                 |
| 28 | Dennis and the Starlings     |                 | 8 maggio 1960    |                 |
| 29 | The Party Line               |                 | 15 maggio 1960   |                 |
| 30 | Dennis by Proxy              |                 | 22 maggio 1960   |                 |
| 31 | Dennis Runs Away             |                 | 29 maggio 1960   |                 |
| 32 | Miss Cathcart's Sunsuit      |                 | 12 giugno 1960   |                 |